# Carl Melker Strömfelt
Carl Melker Strömfelt, född den 24 maj 1784 i Linköping, död den 14 maj 1857 i Nyköping, var en svensk friherre och militär. Han var son till Fredrik Georg Strömfelt

## Biografi
Strömfelt blev inskriven i krigstjänst 1791, fänrik vid Livgrenadjärregementet samma år och vid Svea livgarde 1797. Han blev kadett vid Krigsakademien på Karlberg 1795 och utexaminerad därifrån 1801. Strömfelt blev löjtnant vid Livgrenadjärregementets rothållsfördelning 1803, kapten där 1805, andre major 1811, förste major 1812 samt sekundchef och överstelöjtnant samma år. Han deltog i kriget i Tyskland och Norge 1813 och 1814. Strömfelt befordrades till överste i armén 1815 och blev överste och chef för Första livgrenadjärregementet 1816. Han blev generaladjutant 1825, beviljades avsked ur krigstjänsten 1832 och tilldelades generalmajors namn, heder och värdighet samma år. Strömfelt blev riddare av Svärdsorden 1814.

## Utmärkelser
- Riddare av Svärdsorden,  16 november 1814[1]

[Redigera Wikidata]